# 김정현 (1976년)
김정현(1976년 6월 28일~)은 대한민국의 배우이다. 1993년 드라마 《아들과 딸》의 단역(소광남 역)을 통하여 데뷔 이후, 1994년 영화 《헐리우드 키드의 생애》, 1995년 드라마 《모래시계》, 1999년 드라마 《카이스트》 등에 출연하면서 알음알음 인기를 얻었다.

## 학력
- 영등포공업고등학교 졸업
- 서울예대 방송연예학과 전문학사

## 출연작

### 드라마
- 1993년 MBC TV 주말연속극 《아들과 딸》 ... 소광남 역
- 1994년 MBC TV 농촌드라마 《전원일기》 ... 임승희[1] 역
- 1994년 KBS 1TV 시골풍경드라마 《대추나무 사랑 걸렸네》 ... 장재효[2] 역
- 1995년 SBS TV 특별기획 드라마 《모래시계》 ... 박태수 역
- 1995년 SBS TV 금요드라마 《이가사 크리스티》
- 1995년 SBS TV 일일시트콤 / 일요시트콤 《LA 아리랑》 ... 김유진 역
- 1995년 MBC TV 일일시트콤 《두 아빠》 ... 정송후 역
- 1996년 SBS TV 월화드라마 《만강》
- 1996년 SBS TV 드라마스페셜 《8월의 신부》 ... 조상호 역
- 1996년 SBS TV 드라마스페셜 《형제의 강》 ... 서준호 역
- 1997년 SBS TV 월화드라마 《여자》 ... 성승주 역
- 1997년 MBC TV 청춘시트콤 《남자 셋 여자 셋》 ... 최진수/홍일점 역
- 1997년 KBS 2TV 월화미니시리즈 《질주》 ... 김정우 역
- 1998년 MBC TV 수목드라마 《육남매》 ... 김종철 역
- 1998년 MBC TV 농촌드라마 《전원일기》 ... 여영백[3] 역
- 1998년 SBS TV 일일시트콤 《순풍산부인과》
- 1998년 MBC TV 수목드라마 《대왕의 길》 ... 조유진 역
- 1998년 MBC TV 목요시트콤 《여자 대 여자》
- 1998년 MBC TV 토요시트콤 《아니 벌써》
- 1999년 SBS TV 아침연속극 《지금은 사랑할 때》 ... 강민국 역
- 1999년 SBS TV 일요드라마 《카이스트》 ... 김정태 역
- 2000년 MBC TV 청춘시트콤 《논스톱》 ... 백정현 역
- 2001년 SBS TV 아침연속극 《이별 없는 아침》 ... 정민규 역
- 2002년 KBS 2TV 주말연속극 《내사랑 누굴까》 ... 상식 역
- 2003년 KBS 2TV 추석특집 드라마 《혼수》 ... 정일 역
- 2003년 MBC TV 수목미니시리즈 《남자의 향기》 ... 정철민 역
- 2003년 MBC TV 수목미니시리즈 《나는 달린다》 ... 강희천 역
- 2004년 SBS TV 주말극장 《작은 아씨들》 ... 준섭 역
- 2004년 SBS TV 창사특집 드라마 《홍소장의 가을》 ... 홍세일 역
- 2005년 SBS TV 설날특집 드라마 《핑구어리》 ... 허태호 역
- 2006년 KBS 2TV 월화드라마 《구름계단》 ... 김도현 역
- 2006년 SBS TV 금요드라마 《나도야 간다》 ... 상민 역
- 2006년 KBS 1TV 단막극 《KBS HDTV 문학관 - 등신불》 ... 나 역
- 2006년 KBS 1TV 대하드라마 《대조영》 ... 미모사 역
- 2008년 KBS 2TV 주말연속극 《엄마가 뿔났다》 ... 나영일 역
- 2009년 MBC TV 창사48주년 특별기획드라마 《선덕여왕》 ... 하종 역
- 2010년 SBS TV 창사 20주년 대하드라마 《자이언트》 ... 황정식 역
- 2011년 KBS 1TV 특별기획 대하드라마 《광개토태왕》 ... 돌비수 역
- 2011년 MBC TV 아침드라마 《위험한 여자》 ... 김지원 역
- 2012년 SBS TV 주말극장 《내 사랑 나비부인》 ... 김찬기 역
- 2013년 MBC TV 특별기획드라마 《기황후》 ... 당기세 역
- 2015년 SBS TV 아침연속극 《어머님은 내 며느리》 ... 장성태 / 양성태 역
- 2019년 SBS TV 아침연속극 《수상한 장모》 ... 이동주 역
- 2019년 SBS TV 금토드라마 《배가본드》 ... 홍승범 역
- 2022년 MBC TV 금토드라마 《빅마우스》 ... 정채봉 역
- 2024년 쿠팡플레이 오리지널 드라마 《가족계획》 ... 강정환 역

### 영화
- 1994년 《헐리우드 키드의 생애》 ... 병석 고등학생 역
- 1996년 《나에게 오라》 ... 윤호 역
- 2000년 《인터뷰》 ... 민수 역
- 2000년 《청춘》 ... 이수인 역
- 2001년 《게임 오버》
- 2001년 《아미지몽》 ... 노미 역
- 2001년 《런딤》 ... 강두타 목소리 역
- 2003년 《플라스틱 트리》 ... 병호 역

### 방송
- 2002년 KBS 2TV 《TV는 사랑을 싣고》
- 2008년 7월 20일 MBC TV 《환상의 짝꿍》 58회 게스트
- 2017년 MBN 《졸혼수업》

### 광고
- 해태제과 - 쇼콜라쿨 (1995년)
- 해태제과 - 칸츄리콘 (1995년)
- 해태제과 - 덴티큐 (1995년)
- 농심 - 다시마오뎅 & 야채소고기 (1995년)
- 해태제과 - 포테칩 (1996년)
- KT - 원샷018 (1998년)
- 롯데칠성음료 - 레쓰비 (2000년)

## 수상 및 후보
| 연도 | 시상식        | 부문                    | 작품        | 결과 |
| ---- | ------------- | ----------------------- | ----------- | ---- |
| 1996 | 제34회 대종상 | 남우조연상              | 나에게 오라 | 후보 |
| 2011 | MBC 연기대상  | 연속극 부문 남자 우수상 | 위험한 여자 | 후보 |